# Taft (Teksas)
Taft je grad u američkoj saveznoj državi Teksas. Prema popisu stanovništva iz 2010. u njemu je živjelo 3.048 stanovnika.